# Парламентские выборы в Германии (1990)
Федеральные выборы были проведены в Германии 2 декабря 1990 года, на которых были избраны члены 12-го бундестага. Это были первые конкурентные и всеобщие общегерманские выборы после выборов марта 1933 года, укрепивших тогда власть Адольфа Гитлера. Результатом стала убедительная победа правящей коалиции Христианско-демократического союза / Христианского социального союза и Свободной демократической партии.

## Предвыборная кампания
Это были первые выборы, проведенные после воссоединения Германии, которое состоялось 3 октября. Было добавлено почти 150 мест для представления присоединённых восточных земель Германии без сокращения числа западных членов. Эйфория после воссоединения дала правящей коалиции ХДС/ХСС-СвДП существенное преимущество как в Западной, так и в Восточной Германии на протяжении всей кампании.
Это были единственные выборы, для которых 5%-й порог был применён отдельно для Восточной Германии (включая Восточный Берлин) и Западной Германии (включая Западный Берлин). В результате, в то время как «Западные Зелёные» не смогли пройти в парламент, идеологически подобная партия с Востока, «Альянс 90», получила представительство в законодательном органе. Они объединились и создали партию Союз 90/Зелёные.

## Результаты
Результаты голосования 2 декабря 1990 года:
|  | Христианско-демократический союз Германии (ХДС)      | 17 055 116 | 36,7  | ▼2,3 | 268 | ▲94  | 40,5  |  |  |  |
|  | Социал-демократическая партия Германии (СДПГ)        | 15 545 366 | 33,5  | ▼3,5 | 239 | ▲53  | 36,1  |  |  |  |
|  | Свободная демократическая партия Германии (СвДП)     | 5 123 233  | 11,0  | ▲1,9 | 79  | ▲33  | 11,9  |  |  |  |
|  | Христианско-социальный союз (ХСС)                    | 3 302 980  | 7,1   | ▼2,7 | 51  | ▲2   | 7,7   |  |  |  |
|  | Партия демократического социализма (ПДС)             | 1 129 578  | 2,4   | ▲2,4 | 17  | ▲17  | 2,6   |  |  |  |
|  | Альянс 90/Зеленые – Гражданское движение (Восточные) | 559 207    | 1,2   | ▲1,2 | 8   | ▲8   | 1,2   |  |  |  |
|  |                                                      |            |       |      |     |      |       |  |  |  |
|  | Зелёные (Западные)                                   | 1 788 200  | 3,8   | ▼4,5 | 0   | ▼42  | 0,0   |  |  |  |
|  | Республиканцы (REP)                                  | 987 269    | 2,1   |      | 0   |      | 0,0   |  |  |  |
|  | Серые (GRAUE)                                        | 385 910    | 0,8   |      | 0   |      |       |  |  |  |
|  | Прочие партии                                        | 227 931    | 0,6   |      | 0   |      | 0,0   |  |  |  |
|  | Недействительных голосов                             | 540 143    | —     | —    | —   | —    | —     |  |  |  |
|  | Всего                                                | 46 995 915 | 100,0 |      | 662 | ▲143 | 100,0 |  |  |  |